# アンドリュー・ワンツ
- アンドリュー・ウォンツ

アンドリュー・ハンター・ワンツ（Andrew Hunter Wantz, 1995年10月13日 - ）は、アメリカ合衆国ノースカロライナ州ウェイク郡ホリースプリングス出身のプロ野球選手（投手）。右投右打。MLBのタンパベイ・レイズ傘下所属。
メディアによっては「ウォンツ」と表記されることもある。

## 経歴

### プロ入りとエンゼルス時代
2018年のMLBドラフト7巡目（全体211位）でロサンゼルス・エンゼルスから指名され、プロ入り。契約後、傘下のパイオニアリーグのルーキー級オレム・オウルズでプロデビュー。A級バーリントン・ビーズでもプレーし、2球団合計で18試合に登板して1勝2敗、防御率2.74、47奪三振を記録した。
2019年はA+級インランド・エンパイア・シックスティシクサーズとAA級モービル・ベイベアーズでプレーし、2球団合計で24試合（先発18試合）に登板して5勝9敗、防御率5.34、112奪三振を記録した。
2020年は新型コロナウイルスの影響でマイナーリーグの試合が開催されなかったため、公式戦の登板は無かった。
2021年は5月のマイナーリーグ開幕からAAA級ソルトレイク・ビーズでプレーした。7月3日にメジャー契約を結んでアクティブ・ロースター入りし、翌4日のボルチモア・オリオールズ戦でメジャーデビュー。この年メジャーでは21試合に登板して1勝0敗、防御率4.94、38奪三振を記録した。
2022年は40人枠内の選手としてスプリングトレーニングに参加したが、3月30日に傘下AAA級のソルトレイク・ビーズに配属され、マイナーで開幕を迎えることとなった。その後メジャーに再昇格を果たす。6月26日のシアトル・マリナーズ戦ではオープナーとして出場して1番打者のフリオ・ロドリゲスに危険球を、4番打者のジェシー・ウィンカーに死球を投じ、これが引き金となって8人の退場者を出す大乱闘が起きた。この投球が故意死球とみなされ、試合後3日間の出場停止処分が下された。
2023年はメジャーで27試合に登板して2勝0敗4ホールド、防御率3.89、33奪三振を記録した。
2024年は故障に泣かされ、メジャーでは僅か1試合の登板に留まり、勝敗ともになし、防御率6.75、3奪三振と、散々な成績に終わった。オフの11月4日にFAとなった。

### レイズ傘下時代
2025年1月2日にタンパベイ・レイズとマイナー契約を結んだ（同日中にAAA級ダーラム・ブルズに配属）。

## 詳細情報

### 年度別投手成績
| 年 度    | 球 団    | 登 板 | 先 発 | 完 投 | 完 封 | 無 四 球 | 勝 利 | 敗 戦 | セ 丨 ブ | ホ 丨 ル ド | 勝 率 | 打 者 | 投 球 回 | 被 安 打 | 被 本 塁 打 | 与 四 球 | 敬 遠 | 与 死 球 | 奪 三 振 | 暴 投 | ボ 丨 ク | 失 点 | 自 責 点 | 防 御 率 | W H I P |
| -------- | -------- | ----- | ----- | ----- | ----- | -------- | ----- | ----- | -------- | ----------- | ----- | ----- | -------- | -------- | ----------- | -------- | ----- | -------- | -------- | ----- | -------- | ----- | -------- | -------- | ------- |
| 2021     | LAA      | 21    | 0     | 0     | 0     | 0        | 1     | 0     | 0        | 0           | 1.000 | 120   | 27.1     | 23       | 5           | 11       | 1     | 3        | 38       | 1     | 0        | 17    | 15       | 4.94     | 1.24    |
| 2022     | LAA      | 42    | 1     | 0     | 0     | 0        | 2     | 1     | 0        | 7           | .667  | 204   | 50.1     | 37       | 8           | 21       | 0     | 2        | 52       | 2     | 1        | 19    | 18       | 3.22     | 1.15    |
| 2023     | LAA      | 27    | 3     | 0     | 0     | 0        | 2     | 0     | 0        | 4           | 1.000 | 160   | 39.1     | 28       | 4           | 15       | 1     | 1        | 33       | 0     | 0        | 18    | 17       | 3.89     | 1.09    |
| 2024     | LAA      | 1     | 0     | 0     | 0     | 0        | 0     | 0     | 0        | 0           | ----  | 6     | 1.1      | 1        | 1           | 1        | 0     | 0        | 3        | 0     | 0        | 1     | 1        | 6.75     | 1.50    |
| MLB：3年 | MLB：3年 | 91    | 4     | 0     | 0     | 0        | 5     | 1     | 0        | 11          | .833  | 490   | 118.1    | 89       | 18          | 48       | 2     | 6        | 126      | 3     | 1        | 55    | 51       | 3.88     | 1.16    |

- 2024年度シーズン終了時

### 年度別守備成績
| 年 度 | 球 団 | 投手（P） | 投手（P） | 投手（P） | 投手（P） | 投手（P） | 投手（P） |
| 年 度 | 球 団 | 試 合     | 刺 殺     | 補 殺     | 失 策     | 併 殺     | 守 備 率  |
| ----- | ----- | --------- | --------- | --------- | --------- | --------- | --------- |
| 2021  | LAA   | 21        | 1         | 0         | 0         | 0         | 1.000     |
| 2022  | LAA   | 42        | 2         | 3         | 0         | 0         | 1.000     |
| 2023  | LAA   | 27        | 2         | 5         | 1         | 1         | .875      |
| MLB   | MLB   | 90        | 5         | 8         | 1         | 1         | .929      |

- 2023年度シーズン終了時

### 背番号
- 60（2021年 - 2024年）